# Армагедон (књига)
Армагедон је роман српског писца Владе Арсића објављен 2014. године.

## О аутору
Влада Арсић је дугогодишњи уредник и новинар у бројним листовима и часописима. Писао је за Прес, Илустровану Политику, Политикин Забавник, Националну ревију Србије, ревију САТ Плус и друге. Аутор је и први уредник телевизијске серије Од злата јабука.
Аутор је публицистичке књиге Лопатање ђавола (2010). Поред овог романа, Армагедон, написао је и Изгубљене у магли (2012), Бродолом (2014) и Кад звона занеме (2016). Роман Изгубљене у магли адаптиран је у радио-драму која је премијерно емитована на Радио Београду 2, 2015. године.

## О књизи
У мирној војвођанској варошици једном мештанину нестала је осмогодишња кћи. После вишесатне потраге, дете је пронађено мртво, силовано и задављено. Страховит злочин потресао је целу Србију. Починилац је убрзо откривен и ухапшен, али оно што ће током наредних година открити инспектори полиције ужаснуће чак и оне најхладнокрвније и навикнуте на свако зло.
Према речима Саше Живановића, начелника Одељења за борбу против високотехнолошког криминала МУП-а Србије у пензији, роман је инспирисан истинитим несрећама које су се догодиле на територији Републике Србије. „Иако горко потресна и стварна, ова књига не само да разоткрива начине на које предатори вребају своје жртве, већ представља и едукативно штиво за сваког родитеља. Какве нас опасности вребају на интернету, како да препознамо ситуације које могу бити ризичне и кобне за нашу децу, како да их спречимо и предупредимо, само су нека од питања на која аутор даје одговор у овом изузетном делу”.
Биљана Лајовић, специјалиста школске психологије, наводи да „Армагедон” уводи читаоце у онај део људске природе који се назива тамном, мрачном страном личности, која изазива неверицу, мучнину, страх и бес. „Колико год знали да ово штиво није плод маште аутора већ је реч о стварним, невероватно драстичним и суровим облицима насиља, као да нам је тешко да ту чињеницу прихватимо. Кроз четири потресне приче аутор нас упућује на оно на шта бисмо, као родитељи, морали да обратимо пажњу и шта да предузмемо”.